# Eva Sonidsson
Eva Christina Sonidsson, född 6 december 1955 i Vibyggerå församling i Västernorrlands län, är en svensk politiker (socialdemokrat) och konsumentvägledare. Hon var ordinarie riksdagsledamot 2006–2018, invald för Västernorrlands läns valkrets.

## Biografi
I riksdagen var Sonidsson ledamot i civilutskottet 2008–2010 och 2014–2018, försvarsutskottet 2010–2012, Nordiska rådets svenska delegation 2014–2018 och riksdagsstyrelsen 2014–2018. Hon var även suppleant i bland annat civilutskottet, försvarsutskottet, kulturutskottet, utbildningsutskottet och riksdagens valberedning.
2013 uppmärksammades Sonidsson i media för sina höga kostnader för taxiresor som riksdagsledamot.
Mellan 2012 och 2018 var hon Socialdemokraternas distriktsordförande i Västernorrlands län.
Sedan 2018 är hon ordförande i Kultur- och fritidsnämnden i Örnsköldsviks kommun.